# 高橋健二 (サッカー選手)
高橋 健二（たかはし けんじ、1970年6月5日 - ）は、山形県出身の元プロサッカー選手、サッカー指導者。ポジションはMF。13年間モンテディオ山形（1996年まではNEC山形）に所属し続け、「ミスター・モンテディオ」と呼ばれる。

## 来歴
日大山形高校時代の1987年度高校サッカー選手権では山形県勢初のベスト16入りを果たし、自身も大会優秀選手に選ばれた。
高校卒業後に国士舘大学へ進学。在学時に1年休学してアルゼンチン留学を経験した。
大学卒業後、複数のJリーグチームからオファーを受けるも、「自分にはそれだけの実力がない」といい、1994年に全国地域リーグ決勝大会を突破してジャパンフットボールリーグへの昇格を決めたばかりの地元チームNEC山形（1996年以降、モンテディオ山形）へプロ契約選手として入団した。モンテディオ山形における、地元・山形県出身者初のプロ契約選手である。
その後も他チームからオファーをうけるも「山形でJ1昇格をしたい」といい、チームへ残留。2001年には最終節で敗れ3位に終わりJ1昇格を逃した。2004年も最終節まで昇格を争うも4位に終わりJ1・J2入れ替え戦を逃した。
1997年から1999年までキャプテンを務めた。また2004年4月3日の京都パープルサンガ戦でJ2初の200試合出場を達成した。また2005年11月23日、ザスパ草津戦で1999年のJ2（2部）リーグ開始以後の4500ゴール目を記録した。
2006年11月28日、2006年シーズン限りでの引退を表明した。2007年にモンテディオ山形のフロント入りした。
2008年からは山形の育成部や下部組織でコーチを務め、2012年よりトップチームコーチに就任。現役時代に指導を受けた石崎信弘監督の下でチームをサポートした。
2017年1月7日、契約満了により23年間過ごした山形を退団。同月10日、湘南ベルマーレのヘッドコーチに就任した。
2022年シーズン終了を以て、湘南ベルマーレを退団し、2023年からSC相模原のヘッドコーチに就任した。2024年6月19日、前日付で戸田和幸監督が解任されたことに伴い、暫定的に相模原の指揮を執ることとなった。

## 所属クラブ
- 1986年 - 1988年 日本大学山形高等学校
- 1989年 - 1993年 国士舘大学
- 1994年 - 2006年 NEC山形/モンテディオ山形

## 個人成績
| 国内大会個人成績 | 国内大会個人成績 | 国内大会個人成績 | 国内大会個人成績 | 国内大会個人成績 | 国内大会個人成績 | 国内大会個人成績 | 国内大会個人成績 | 国内大会個人成績 | 国内大会個人成績 | 国内大会個人成績 | 国内大会個人成績 |
| 年度             | クラブ           | 背番号           | リーグ           | リーグ戦         | リーグ戦         | リーグ杯         | リーグ杯         | オープン杯       | オープン杯       | 期間通算         | 期間通算         |
| 年度             | クラブ           | 背番号           | リーグ           | 出場             | 得点             | 出場             | 得点             | 出場             | 得点             | 出場             | 得点             |
| 日本             | 日本             | 日本             | 日本             | リーグ戦         | リーグ戦         | リーグ杯         | リーグ杯         | 天皇杯           | 天皇杯           | 期間通算         | 期間通算         |
| ---------------- | ---------------- | ---------------- | ---------------- | ---------------- | ---------------- | ---------------- | ---------------- | ---------------- | ---------------- | ---------------- | ---------------- |
| 1994             | NEC山形          | 25               | 旧JFL            | 24               | 4                | -                | -                | 1                | 0                | 25               | 4                |
| 1995             | NEC山形          | 6                | 旧JFL            | 24               | 6                | -                | -                | -                | -                | 24               | 6                |
| 1996             | 山形             | 6                | 旧JFL            | 23               | 0                | -                | -                | 3                | 1                | 26               | 1                |
| 1997             | 山形             | 6                | 旧JFL            | 28               | 1                | -                | -                | 3                | 0                | 31               | 1                |
| 1998             | 山形             | 6                | 旧JFL            | 29               | 8                | -                | -                | 4                | 1                | 33               | 9                |
| 1999             | 山形             | 6                | J2               | 33               | 3                | 2                | 0                | 5                | 2                | 40               | 5                |
| 2000             | 山形             | 6                | J2               | 36               | 10               | 2                | 0                | 2                | 0                | 40               | 10               |
| 2001             | 山形             | 6                | J2               | 43               | 0                | 2                | 0                | 3                | 1                | 48               | 1                |
| 2002             | 山形             | 6                | J2               | 43               | 2                | -                | -                | 1                | 0                | 44               | 2                |
| 2003             | 山形             | 7                | J2               | 41               | 2                | -                | -                | 3                | 1                | 44               | 3                |
| 2004             | 山形             | 7                | J2               | 34               | 1                | -                | -                | 1                | 0                | 35               | 1                |
| 2005             | 山形             | 7                | J2               | 35               | 2                | -                | -                | 2                | 1                | 37               | 3                |
| 2006             | 山形             | 7                | J2               | 23               | 0                | -                | -                | 0                | 0                | 23               | 0                |
| 通算             | 日本             | 日本             | J2               | 288              | 20               | 6                | 0                | 17               | 5                | 311              | 25               |
| 通算             | 日本             | 日本             | 旧JFL            | 128              | 19               | -                | -                | 11               | 2                | 139              | 21               |
| 総通算           | 総通算           | 総通算           | 総通算           | 416              | 39               | 6                | 0                | 28               | 7                | 450              | 46               |

## 指導歴
- 2008年 - 2016年 モンテディオ山形
  - 2008年 育成部 スクール・普及活動コーチ[6]
  - 2009年 ジュニアユース村山（U-15）コーチ[6]
  - 2010年 ジュニアユース村山（U-15）監督[6]
  - 2011年 ユース（U-18）コーチ[6]
  - 2012年 - 2016年 トップチーム コーチ[6]
- 2017年 - 2022年 湘南ベルマーレ
  - 2017年 トップチーム ヘッドコーチ
  - 2018年 - 2022年 トップチーム コーチ
- 2023年 - SC相模原 ヘッドコーチ
  - 2024年6月 - 同監督代行